# Sól cechsztyńska

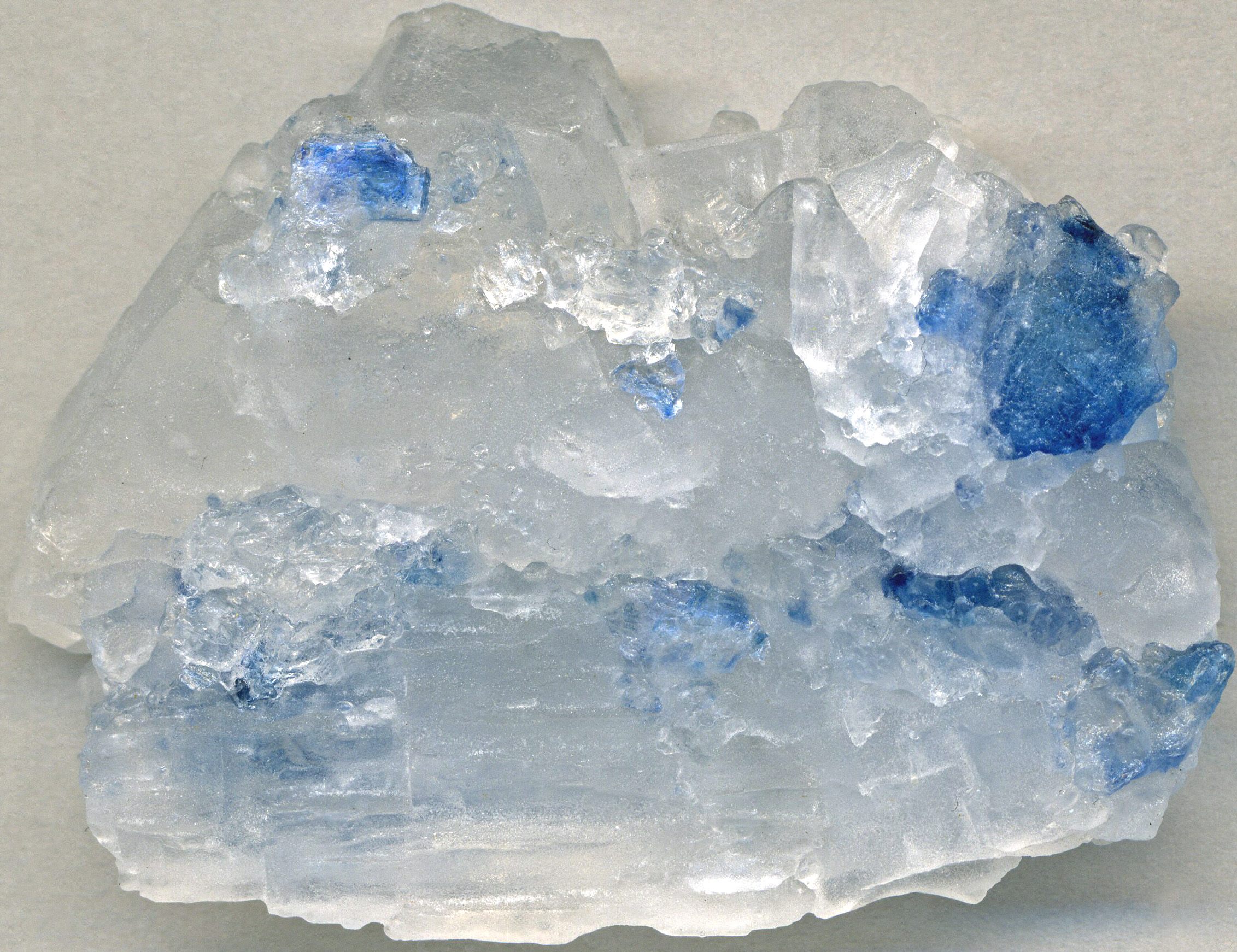
Sól kłodawska

Sól cechsztyńska – sól kamienna o białym, szarym lub różowym zabarwieniu wydobywana ze złóż geologicznych o nazwie Cechsztyn. W Polsce określa się ją mianem soli kłodawskiej ze względu na największe wydobycie w Kłodawie. Skład chemiczny soli cechsztyńskiej różni się w zależności od koloru oraz przeznaczenia. Zawartość chlorku sodu w poszczególnych odmianach zawiera się w przedziale między 94% a 97,5%. W strukturze i właściwościach może przypominać popularną sól himalajską.

## Powstanie i historia
Sól kłodawska powstała w okresie cechsztyńskim około 250 mln lat temu w wyniku odparowania Morza Cechsztyńskiego (obecnego na terenie Polski w okresie późnego permu).
Morze Cechsztyńskie było płytkim basenem epikontynentalnym, który pozostawił osady głównie na terenie Niżu Polskiego, ale również na tzw. wyniesieniu Łeby (obszar Chłapowo-Mieroszyno) oraz w strefie przedsudeckiej (okolice Nowej Soli). Złoża soli kamiennych występują w postaci wysadów i wydobywane są głównie w Kłodawie, Mogilnie i Górze, a wcześniej również w Wapnie czy Inowrocławiu. Największe pokłady soli cechsztyńskiej znajdują się na terenie Kłodawy. Szerokość złoża osiąga 2 km, długość zaś 26 km. Pokłady zalegają nawet na głębokości około 6 km, najpłycej znajdują się 100 m pod ziemią. W podobnych okolicznościach powstały w Pakistanie złoża soli kamiennej potocznie nazywanej solą himalajską.
Pokłady soli kamiennej zostały odkryte w latach 1937-1939 przez profesora Edwarda Janczewskiego podczas wykonywania badanie grawimetrycznego. W okresie okupacji niemieckiej i w latach 1945-1950 dokonano wiercenia potwierdzającego istnienie kłodawskich pokładów soli. W 1949 roku podjęto decyzję o budowie kopalni, a eksploatację soli rozpoczęto w 1956 roku.
W kopalni stosuje się wyłącznie komorowy system wydobycia soli, z pozostawieniem półek i filarów międzykomorowych, czyli tzw. „Room and Pillar”. Początkowo wydobycie prowadzono na głębokościach 450 m i 600 m, obecnie prace górnicze schodzą na 750 m. Zasoby dostępne w tym miejscu zapewniają możliwość funkcjonowania kopalni jeszcze przez co najmniej kilkadziesiąt lat.

## Wydobycie
Kopalnia Soli w Kłodawie jest największym polskim dostawcą soli kamiennej. Dzięki zastosowaniu tradycyjnych metod wydobywczych możliwe jest zachowanie naturalnych walorów soli kłodawskiej. Produkty końcowe uzyskiwane są na drodze mechanicznej przeróbki soli, bez stosowania zabiegów chemicznych. Metody wydobycia są jednak ściśle powiązane z późniejszym przeznaczeniem danego rodzaju soli.
Sól wydobywana w Kłodawie wykorzystywana jest w celach spożywczych oraz przemysłowych (w tym: do konserwacji dróg i uzdatniania wody, a także w przemyśle kosmetycznym oraz w hodowli zwierząt). W zależności od przeznaczenia stosuje się różną ziarnistość surowca. Ponadto produkowane są lampy solne – ręcznie selekcjonowane bryły kryształów koloru różowego lub białego.

## Skład chemiczny i wpływ na zdrowie
Sól cechsztyńska w 94%-97,5% składa się z chlorku sodu (NaCl), zawiera także śladowe ilości innych mikroelementów. Sól spożywcza pochodząca z Kłodawy, zgodnie z polskim prawem, jest dodatkowo jodowana. Zawartość jodku potasu (KI) wynosi 30 ± 10 mg/kg, co przy założeniu średniego spożycia 5g soli na dobę przez dorosłego człowieka zapewnia pokrycie dziennego zapotrzebowania organizmu na tę substancję (150ug).
Podobnie jak w przypadku innych typów soli takich, jak sól kuchenna, morska czy himalajska, zaleca się ograniczanie spożycia soli do wspomnianej wyżej dawki 5g dziennie z uwagi na przeważającą zawartość chlorku sodu. Główną przyczyną stojącą za tymi zaleceniami jest niekorzystany wpływ sodu na ciśnienie tętnicze krwi oraz spowodowane tym choroby układu sercowo-naczyniowego. Zawartość dodatkowych minerałów w soli cechsztyńskiej, z uwagi na ich niskie stężenie, nie ma istotnego wpływu na  zdrowie człowieka. Warto jednak zauważyć, że w obrębie Kłodawy wydobywa się także sól potasową, którą stosuje się jako zamiennik tradycyjnej soli, w szczególności dla osób na diecie niskosodowej.